# Enugu (staat)
Enugu is een Nigeriaanse staat. De hoofdstad is Enugu, de staat heeft 3.716.658 inwoners (2007) en een oppervlakte van 7161 km².

## Lokale bestuurseenheden
Er zijn zeventien lokale bestuurseenheden (Local Government Areas of LGA's). Elk LGA wordt bestuurd door een gekozen raad met aan het hoofd een democratisch gekozen voorzitter.
De lokale bestuurseenheden zijn:
| - Aninri - Awgu - Enugu-East - Enugu-North - Enugu-South - Ezeagu - Igbo-Etiti - Igbo-Eze-North - Igbo-Eze-South |  | - Isi-Uzo - Nkanu-East - Nkanu-West - Nsukka - Oji-River - Udenu - Udi - Uzo-Uwani |